# Orso Mario Corbino
Orso Mario Corbino né le 30 avril 1876 à Augusta et mort le 23 janvier 1937 à Rome est un physicien et homme politique italien.

## Biographie
Après avoir enseigné à Palerme, Orso Mario Corbino a été professeur à l'université de Messine (1905) et à Rome (1908). Remarqué pour ses études sur l'influence des champs magnétiques externes sur le mouvement des électrons dans les métaux, il a découvert l'effet Corbino. Il a travaillé avec Damiano Macaluso (it) et ensemble ont découvert l'effet Macaluso - Corbino, une forte magnéto-rotation du plan de polarisation observée à des longueurs d'onde proches d'une raie d'absorption du matériau à travers lequel la lumière se déplace. En tant que directeur de l'Institut de la physique Via Panisperna (1918 - 1937), il était le superviseur de Enrico Fermi, Edoardo Amaldi, Franco Rasetti,  Emilio Segrè, Bruno Pontecorvo, Oscar D'Agostino et Ettore Majorana .
Orso Mario Corbino est élu sénateur du royaume d'Italie en 1920, nommé ministre de l'Instruction publique 1921-1922 (Gouvernement Bonomi I) et ministre de l'Économie  1923-1924.

## Œuvres
- (it) Meccanica, acustica, cosmografia, vol. 1, Palermo, Sandron, 1921 (lire en ligne)
- (it) Calore, ottica, elettricità e magnetismo, vol. 2, Palermo, Sandron, 1921 (lire en ligne)